# بول هانسن
بول هانسن (بالسويدية: Paul Hansen)‏ هو مصور صحفي سويدي يعمل لحساب صحيفة داغينس نيهيتر. فاز في عام 2013 بجائزة الصحافة العالمية 2013 «وورلد برس فوتو» لاهم صورة صحافية وذلك عن لقطة تُظهر جنازة تحمل جثث طفلين فلسطينيين قتلوا خلال غارة جوية  حيث التقطت الصورة في 20 تشرين الثاني 2012 في أحد شوارع غزة 